# Albaredo d’Adige
Albaredo d’Adige ist eine nordostitalienische Gemeinde (comune) mit 5254 Einwohnern (Stand 31. Dezember 2023) in der Provinz Verona in Venetien. Die Gemeinde liegt etwa 25,5 Kilometer südöstlich von Verona an der Etsch, die die westliche Gemeindegrenze bildet. 

## Geschichte
In der Antike siedelten die Cenomanen im Gemeindegebiet. Durch Überschwemmungen gingen die Siedlungen am Etsch häufig unter. Ab 893 ist dann ein Hof Albaredo nachgewiesen.

## Wirtschaft und Verkehr
Im Gemeindegebiet werden die roten und weißen Trauben des Arcole angebaut. 

## Persönlichkeiten
- Romeo Benetti (* 1945), Fußballspieler